# Вирве
Ви́рве (эст. Virve) — деревня на севере Эстонии в волости Куусалу уезда Харьюмаа. 

## География и описание
Деревня располагается на полуострове Юминда, в 53 километрах к востоку от Таллина. Расстояние до волостного центра — посёлка Куусалу — 18 км. Высота над уровнем моря — 34 метра. Деревня находится на территории национального парка Лахемаа.
Климат умеренный. Официальный язык — эстонский. Почтовый индекс — 74814..

## Население
По данным переписи населения 2021 года, в Вирве проживали 12 человек, все — эстонцы.
Численность населения деревни Вирве по данным переписей населения:
| Год  | 1959 | 1970 | 1979 | 1989 | 2000 | 2011 | 2021 |
| ---- | ---- | ---- | ---- | ---- | ---- | ---- | ---- |
| Чел. | 81   | ↘ 40 | ↘ 26 | ↘ 22 | ↘ 8  | ↘ 7  | ↗ 12 |

## История
В письменных источниках 1580-х годов упоминается Wirwo Teffen (личное имя), 1586 года — Wiruo, 1630–1631 и 1637 годов — Wirwell, 1683 года — Wirbell, 1732 года — Wierwe. Мыс, выступающий на севере деревни в море, носит название Кольюнукк (эст. Koljunukk), что в буквальном переводе с эстонского означает «крутой край утёса, выступающий в море».